# スチュアート・ストーン
スチュアート・ストーン（Stuart Stone、本名：Stuart Eisenstein、1980年11月17日 -）は、カナダ・オンタリオ州ソーンヒル出身の俳優、声優、音楽プロデューサー、ラッパー、映画監督。身長170cm。
声優としては子供向けの教育的テレビアニメシリーズ『マジック・スクール・バス』のラルフィー役、俳優としては映画『ドニー・ダーコ』のロナルド・フィッシャー（ジェイク・ジレンホール演じる主人公ドニーの友人）役で知られる。

## プロフィール
カナダ・オンタリオ州ソーンヒル出身。両親はアイスホッケーや野球のトレーディングカード販売の営業をしていたという。きょうだいは姉と妹が１人ずついる。
2才の時に子役としてのキャリアを始めた。トロントを拠点にしてテレビコマーシャルに出演していたが、1984年に『ヘブンリー・ボディーズ』で映画デビュー。以降、カナダのテレビシリーズや映画で俳優兼声優として活躍するが、俳優業を続けるため高校卒業後にアメリカ合衆国カリフォルニア州ロサンゼルスへ移住。その後は地道ながらもハリウッド映画やテレビドラマ、テレビアニメに端役で出演している。また、2005年から2011年までカナダのテレビアニメシリーズ『Carl Squared』に一人二役（Carl Crashman / C2）で主演を務めた。
2001年のサンダンス映画祭で、『ドニー・ダーコ』の上映会の最中に故障した映写機の修理までの待ち時間の間、自らステージに上がり、即興でラップやダンスを披露した事がきっかけで音楽活動を始める。同年7月27日に自身のヒップホップバンド「The Stone Movement」を結成、ロサンゼルスの名門ライブハウス「Whiskey A Go Go」でのライブでデビューを飾った。自身はリードボーカルを担当。その後も積極的にカリフォルニア州のクラブ等でライブを行い、少しずつファンを獲得していった。ロック・ポップ音楽・ヒップホップ・アングラをミックスした新しいタイプの音楽を生み出した。
2006年、テレビアニメシリーズ『Da Mob』で共演していた俳優のジェイミー・ケネディとユニットを結成し、同年5月から7月までMTVのリアリティー番組『Blowin' Up』に二人で主演。同時期にワーナー・ブラザース・レコード (Warner Bros. Records)と契約を結び、7月11日にJamie Kennedy & Stu Stone名義で番組と同名タイトルのアルバムをリリース。メジャー進出を果たした。ちなみにアルバム制作において作詞とプロデュースも担当。
2007年後半からソロ活動を開始。ソロ活動と並行して、友人であるラッパーのYoung Churchらと「R.O.T.N.」というユニットを結成。2011年7月27日、The Stone Movement10周年記念として、ソロ・デビュー・アルバム『Return of The Stone Movement』をiTunesにてデジタルリリース。
WWEの熱烈なファンであり、お気に入りのプロレスラーはエディ・ゲレロやジェームズ・ハリス（通称Kamara）だと語っている。最近ではキンボ・スライスやアイアン・シークとも交流を深めていた。2010年から2019年まで、プロレス番組『Championship Wrestling from Hollywood』に解説者として出演。時に自身のチーム"The Family Stone"を率いてパフォーマンスすることもあった。
2008年2月、カナダのゲーム・アニメーション業界で最も権威があるとされているElan賞（エレクトロニック＆アニメーションアート・カナダ賞：Canadian Awards for the Electronic and Animated Arts）の「Best Male Voice Over in an Animated Feature or Television Production」という部門にノミネートされた。
近年ではコンポーザーとして自身が出演する映画（『噛む女』や『2 Dudes & A Dream』」など）のサウンドトラックを手掛ける他、一時期、友人らと立ち上げたオンラインチケット販売サイト『SaveFans!』のチケットアドバイザーも務めていた。
2016年、ビジネスパートナー兼義理の兄弟(妹の夫)である、俳優のアダム・ロドネスと共に映画制作会社『5'7 Films』を設立。同年、ホラー映画『The Haunted House on Kirby Road』で映画監督デビュー。

## 主な出演作品

### 映画
| 公開年 | 邦題 原題                                                                           | 役名                                                | 備考                      |
| ------ | ----------------------------------------------------------------------------------- | --------------------------------------------------- | ------------------------- |
| 1984   | ヘブンリー・ボディーズ Heavenly Bodies                                              | ジョエル・ブレア                                    | 映画デビュー作品          |
| 1986   | 漂流/極限の74日間 Lost!                                                             |                                                     | テレビ映画                |
| 1987   | バイオ・エイリアン/新種誕生 Blue Monkey                                             | ジョーイ                                            | 劇場未公開                |
| 1989   | ぞうのババール Babar: The Movie                                                     | アーサー                                            | 声の出演                  |
| 1992   | 迷子の大人たち Used People                                                          | スティービー                                        |                           |
| 1997   | キリング・タウン The Boys Club                                                      | ブラッド                                            | 劇場未公開                |
| 1997   | レスキュアーズ〜戦火に燃えた勇気/二人の女性 Rescuers: Stories of Courage: Two Women | アーロン・ヴァインストック （第一話「マムーシャ」） | テレビ映画                |
| 1998   | ブラック・ハート Fait Accompli                                                      | ニック                                              | 劇場未公開                |
| 1999   | シシリアン/虐殺の地 Vendetta                                                        | トニー                                              | テレビ映画（HBO制作）     |
| 2000   | The Independent                                                                     | ジャック・バース                                    | 日本未公開                |
| 2001   | ドニー・ダーコ Donnie Darko                                                         | ロナルド・フィッシャー                              |                           |
| 2001   | ロードキラー Joy Ride                                                               | ダニー                                              |                           |
| 2001   | 女子寮潜入大作戦! ソロリティー・ボーイズ Sorority Boys                              | Valet                                               | 劇場未公開                |
| 2004   | Serial Killing 4 Dummys                                                             | アミル                                              | 日本未公開                |
| 2006   | ローマ法王の夢 Pope Dreams                                                          | フォックス                                          |                           |
| 2007   | Kickin' It Old Skool                                                                | DJ Tanner                                           | 日本未公開 製作総指揮兼任 |
| 2008   | 噛む女 Bitten                                                                       | トウィッチ                                          | オリジナルビデオ 音楽兼任 |
| 2009   | 2 Dudes & A Dream                                                                   | バリー・スウィフト                                  | 日本未公開 音楽兼任       |
| 2009   | Endure                                                                              | シークレスト                                        | 日本未公開                |
| 2011   | Hard Love                                                                           | スナップ                                            | 日本未公開                |
| 2011   | ロストサンクチュアリ A Resurrection                                                 | ニック                                              | 劇場未公開                |
| 2011   | This is How Rumors Start                                                            | Toyboy #4.5 (Episode 3 & Episode 4)                 | ウェブシリーズ (声の出演) |
| 2011   | Mobstars                                                                            | Ringo                                               | ウェブシリーズ            |
| 2014   | Fated                                                                               | Agent Cliff                                         | ショートフィルム          |
| 2015   | Kantemir                                                                            | ブラッド                                            | 日本未公開                |
| 2015   | アルティメット・サイクロン Life on the Line                                         | ハンター                                            |                           |
| 2016   | アクセル ネクスト・レベル Gearheads                                                 | トラヴィス                                          |                           |
| 2016   | Little Savages                                                                      | フィンク                                            |                           |
| 2016   | The Haunted House on Kirby Road                                                     | 警察官 (ノンクレジット)                             | 映画監督デビュー作品      |
| 2020   | Tar                                                                                 | セバスチャン                                        |                           |
| 2020   | Faking A Murderer                                                                   | スチュ                                              |                           |

### テレビ番組
- Jamie Kennedy's Blowin' Up　（Blowin' Up、2006年） as Stu Stone

### テレビドラマ
- 新・宇宙戦争～エイリアン・ウォーズ　（War of the Worlds、1988年)　※ボビー役 (#1.4)
- アー・ユー・アフレイド・オブ・ザ・ダーク?（Are You Afraid of the Dark?、1994年 ）　※ダグ・ジョンストン役 (#3.11)
- ミステリー・グースバンプス （Goosebumps、1995年) ※ブライアン役（#1.7）
- フラッシュ・フォワード（Flash Forward、1996年）※ジャック・デベンズ役 (#1,#8-9,#15-16,#26)
- ビバリーヒルズ青春白書（Beverly Hills, 90210、1997年）(#8.12)
- ザ・プリテンダー 仮面の逃亡者　（The Pretender、1999年）※クリス役 (#3.9)
- ボストン・パブリック　（Boston Public、2002年）※ジョーダン・マーフィー役 (#2.15)
- ミュータントX　（Mutant X、1999年）※アインシュタイン役 (#3.15)
- NCIS 〜ネイビー犯罪捜査班　（NCIS、1999年）※ディロン役 (#1.21)

### テレビアニメ
- マジック・スクール・バス (The Magic School Bus、1994年～1997年）※ラルフィー役 (レギュラー出演)
- Carl Squared　（2005年～2011年）　※Carl Crashman / C2役（レギュラー出演）
- マジック・スクール・バス:リターンズ (The Magic School Bus Rides Again、2017年～2020年) ※追加の声(2エピソードのみ出演)
- スーパーマリオワールド（レミー）

## 監督作品
- The Haunted House on Kirby Road （2016年） 監督・脚本・製作
- スケアクロウ トウモロコシ畑の獲物 Scarecrows （2017年） 監督・脚本
- Jack of All Trades （2018年） 共同監督・脚本・製作・音楽(作曲担当)・主演
- The Chair (2018年) 監督・脚本
- Faking A Murderer （2020年） 監督・脚本・主演

## ディスコグラフィー

### シングルカット
Stu Stone名義
- Breathe ft. Stu Stone (2008年) - 元BodyrockersのKaz Jamesのソロアルバム「If They Knew」（2008年・日本盤未発売）からのファーストシングル
- Save the Gingers (Red Head Woman) (2010年)
- Stucci Gang (2020年)

### アルバム
Jamie Kennedy & Stu Stone名義
- Blowin' Up (2006年) - 初のメジャーアルバム

Stu Stone名義
- Return of the Stone Movement (2011年) - 初のソロ・アルバム

## ビデオグラフィー

### ミュージックビデオ
Jamie Kennedy & Stu Stone名義
| 年   | 題名                                          | アルバム   | 監督                          |
| ---- | --------------------------------------------- | ---------- | ----------------------------- |
| 2006 | "Rollin' With Saget" (featuring Bob Saget)    | Blowin' Up | Dave Dean                     |
| 2006 | "Circle Circle Dot Dot" [Unreleased Version ] | Blowin' Up | Dave Dean                     |
| 2007 | "Circle Circle Dot Dot" [Lego Version]        | Blowin' Up | Nate Blurr (Blunty3000)       |
| 2007 | "1984"                                        | Blowin' Up | Janet Roston & Gerry Stansgar |
| 2011 | "Kid on X-Mas"                                |            | Ilya Farfel                   |

Stu Stone名義
| 年   | 題名                            | アルバム                       | 監督                       |
| ---- | ------------------------------- | ------------------------------ | -------------------------- |
| 2008 | "Breathe" (featuring Kaz James) | If They Knew (Kaz James album) | Fred Schepisi              |
| 2010 | "Save the Gingers"              |                                | Ron Howard (The other one) |
| 2011 | "Superbird"                     | "Return of the Stone Movement" | David Finkelstein          |
| 2013 | "Ordinary Girl"                 | "Return of the Stone Movement" | Jeremy Foley               |

R.O.T.N.名義
| 年   | 題名           | 監督        |
| ---- | -------------- | ----------- |
| 2012 | "I Just Wanna" | Ilya Farfel |
| 2013 | "High As Hell" | Ilya Farfel |

## 親交のある人物
- アリサン・ポーター
- エリオット・ヤミン
- ボブ・サゲット
- デヴォン・サワ
- マコーレー・カルキン
- ジェイミー・ケネディ
- ルーシー・ウォルシュ　※イーグルスのギタリストであるジョー・ウォルシュの娘。
- キンボ・スライス
- アイアン・シーク
- Colt Cabana

## 備考
- イディッシュ語とヘブライ語が話せる。